# پارک‌لاون (کالیفرنیا)
پارک‌لاون (به انگلیسی: Parklawn) یک منطقهٔ مسکونی در ایالات متحده آمریکا است که در شهرستان استانیسلاس، کالیفرنیا واقع شده‌است. پارک‌لاون ۰٫۴۳۰ کیلومتر مربع مساحت و ۱٬۳۳۷ نفر جمعیت دارد و ۲۸٫۰۴ متر بالاتر از سطح دریا واقع شده‌است.